# Club Korfbal Egara'85
El Club Korfbal Egara'85 va ser un club de corfbol de Terrassa, fundat l'any 1985. És considerat com un dels clubs pioners del corfbol a Catalunya, ja que va dominar les primeres edicions de les competicions catalanes. Entre d'altres, destaquen nou lligues de primera divisió catalana consecutives entre 1986 i 1994 i sis Copes de Catalunya de forma consecutiva entre 1988 i 1994.

## Palmarès
- 9 Lligues catalanes de corfbol: 1985-86, 1986-87, 1987-88, 1988-89, 1989-90, 1990-91, 1991-92, 1992-93, 1993-94
- 6 Copes Catalunya de corfbol: 1988-89, 1989-90, 1990-91, 1991-92, 1992-93, 1993-94